# Pedro Junco
Pedro Buenaventura Jesus del Junco-Redondas (Pinar del Río, 22 de fevereiro de 1916 - Havana, 25 de abril de 1939) foi um compositor cubano.
Compôs sucessos do bolero, como Estoy Triste, Soy Como Soy, Me Lo Dijo el Mar, Ojos Tus e Quisiera e também uma das mais famosas músicas cubanas: Nosotros, música esta, gravada por mais de 400 artistas, como Plácido Domingo e Miguel Luis.